# Saint-Simon (Vandea)
Saint-Simon era una comuna francesa que estaba situada en el departamento de Vandea, de la región de Países del Loira, que en 1828 se fusionó con la comuna de La Vineuse, formando la nueva comuna de Simon-la-Vineuse.

## Demografía
| Gráfica de evolución demográfica de Saint-Simon entre 1793 y 1821 |
|                                                                   |

Los datos demográficos contemplados en este gráfico se han cogido de la página francesa EHESS/Cassini.